# Martin Cruz Smith
Martin Cruz Smith, född 3 november 1942 i Reading, Pennsylvania, död 11 juli 2025 i San Rafael, Kalifornien, var en amerikansk författare av kriminal- och spänningsromaner.
Han hade ett förflutet som journalist och påbörjade sin författarkarriär under 1970-talet. Då skrev han bland annat några kioskromaner under pseudonym. Hans mest kända roman är Gorkijparken (1981), med huvudpersonen Arkadij Renko som även förekommit i flera senare romaner. Gorkijparken filmatiserades 1983. Martin Cruz Smith skrev även manus till två andra filmer baserade på hans böcker.

## Priser och utmärkelser
- The Gold Dagger 1981 för Gorky Park